# Terry Jones im Mittelalter
Terry Jones im Mittelalter (Originaltitel: Terry Jones' Medieval Lives) ist eine achtteilige Dokumentarfilmreihe der BBC (in Zusammenarbeit mit dem History Channel) aus dem Jahr 2004.
Terry Jones, der das Drehbuch schrieb und die Reihe humoristisch moderiert, beleuchtet in jeweils halbstündigen Folgen historische Figuren und Berufe des Mittelalters. Dabei hat er den Anspruch, den Zuschauer aufzuklären, was hierbei Mythos und was Realität ist und mit Klischees, historischen Ungenauigkeiten, Falschdarstellungen sowie mit nachträglichen Romantisierungen und Verklärungen der Neuzeit aufzuräumen.

## Selbstbeschreibung
„Ex-Monty Python Terry Jones hat was gegen die Renaissance. Denn die Humanisten zementierten das Bild des Mittelalters als ein dunkles, abergläubisches Zeitalter, in dem die Menschen zu leiden hatten.
Und damit will Terry Jones endlich aufräumen. Denn nichts könnte ferner der Wahrheit sein. Getreu diesem Motto und im bewährten Stil begibt er sich auf eine Mission durch England, um die Realität hinter den Mythen und der offiziellen Geschichte des Mittelalters auszugraben. Ausgehend von gängigen Klischees wie dem Bauern, dem Mönch, dem Ritter und dem Burgfräulein bringt er das Mittelalter mit wunderbaren menschlichen Geschichten zum Leben. Waren die Bauern wirklich ungebildete Sklaven, deren kurzes Leben nur aus Arbeit bestand? Mussten Frauen wirklich hinter dicken Mauern auf ihren Ritter in glänzender Rüstung warten? Wie sah das Leben der Mönche aus?“

## Alternativer Blick auf die Geschichte
Beispiele:
- In der Episode ...als König wird Richard Löwenherz im Gegensatz zur Geschichtsschreibung als schlechter englischer König dargestellt, da er das Königreich England, welches er hasste, lediglich dazu gebrauchte es auszupressen, um seine Feldzüge und sein in österreichischer Gefangenschaft gefordertes exorbitant hohes Lösegeld und Château Gaillard zu finanzieren, während Richard III. in den Geschichtsbüchern und William Shakespeares Drama Richard III. als schlechter König gebrandmarkt wurde, obwohl er viel Gutes für das englische Volk tat und sich innen- sowie außenpolitisch für den Frieden einsetzte.
- Ebenfalls in der Episode ...als König wird die Rolle des französischen Prinzen und späteren Königs Ludwig VIII. während des First Barons' War als englischer König beleuchtet, obwohl dies in keinen Geschichtsbüchern sowie englischen Monarchenlisten aufgeführt wird. Fast ein Jahr lang hat er einen Großteil Englands regiert und wurde zuvor durch die Mehrheit der englischen Barone sowie dem schottischen König Alexander II. in der St Paul’s Cathedral bestätigt, ohne jedoch gekrönt worden zu sein. Demnach wäre er Ludwig I. von England gewesen.

## Episoden
Terry Jones im Mittelalter
- ...als Bauer (The Peasant)
- ...als Mönch (The Monk)
- ...als Burgfräulein (The Damsel)
- ...als Minnesänger (The Minstrel)
- ...als Ritter (The Knight)
- ...als Philosoph (The Philosopher)
- ...als Gesetzloser (The Outlaw)
- ...als König (The King)

## Trivia
- Die Episode ...als Bauer (The Peasant) wurde 2004 in der Kategorie „Outstanding Writing for Nonfiction Programming“ für einen Emmy nominiert.
- Für die historische Fachberatung wurde Dr. Faye Getz und andere Historiker als Berater engagiert.
- Terry Jones hat bereits im Jahr 1995 an einer mittelalterlichen Dokumentarfilmreihe der BBC mitgewirkt; Die Kreuzzüge, einer vierteiligen Sendereihe.